# Кринагор
Кринаго́р Митиле́нский (др.-греч. Κριναγόρας ὁ Μυτιληναῖος, лат. Crinagoras, I век до н. э. — начало I века н. э.) — древнегреческий поэт-эпиграмматист.
Жил на Лесбосе, время от времени путешествовал по Средиземноморью в составе различных делегаций. Так, в Митилене найдены надписи, свидетельствующие, что Кринагор отправлялся послом от Лесбоса в Рим в 45 и 26 годах до н. э.; в 26—25 годах до н. э. он как посол Октавиана Августа посетил испанский Тарракон. Состоял клиентом сестры Августа Октавии Младшей и, по-видимому, был достаточно близок к семье императора.
Вставшая вечером поздно луна окружилась туманом,

        Чтобы от ночи укрыть тяжкое горе своё:

Милая ей и одно с ней носившая имя Селена,

        Тенью безжизненной став, в мрачный спустилась Аид.

С нею, живою, делилась она красотою лучистой,

        С нею же, мёртвой, теперь хочет и тьму разделить.

В Палатинской антологии и Планудовом приложении сохранилась 51 эпиграмма Кринагора. Многие из них — придворная поэзия, созданная по тому или иному случаю в жизни влиятельных покровителей. Поэт прославляет успехи римского оружия в Испании, Армении и Германии; подносит изящные сопроводительные стихотворения с подарками Луцию Юлию Цезарю, детям Октавии — Антонии и Марку Клавдию Марцеллу; пишет стихи на беременность Антонии, на бракосочетание воспитанницы Октавии Клеопатры Селены II, на её смерть, совпавшую с лунным затмением, на посвящение Августа в Элевсинские мистерии — и даже похвальные слова козе императора, которую Август взял с собой на корабль, чтобы в плавании пить свежее молоко.
Судя по одной из эпиграмм, у Кринагора был младший брат Евклид.
Современник Кринагора Страбон упоминает его среди знаменитых уроженцев Митилены («География», книга XIII, 2, 3).